# 狂言

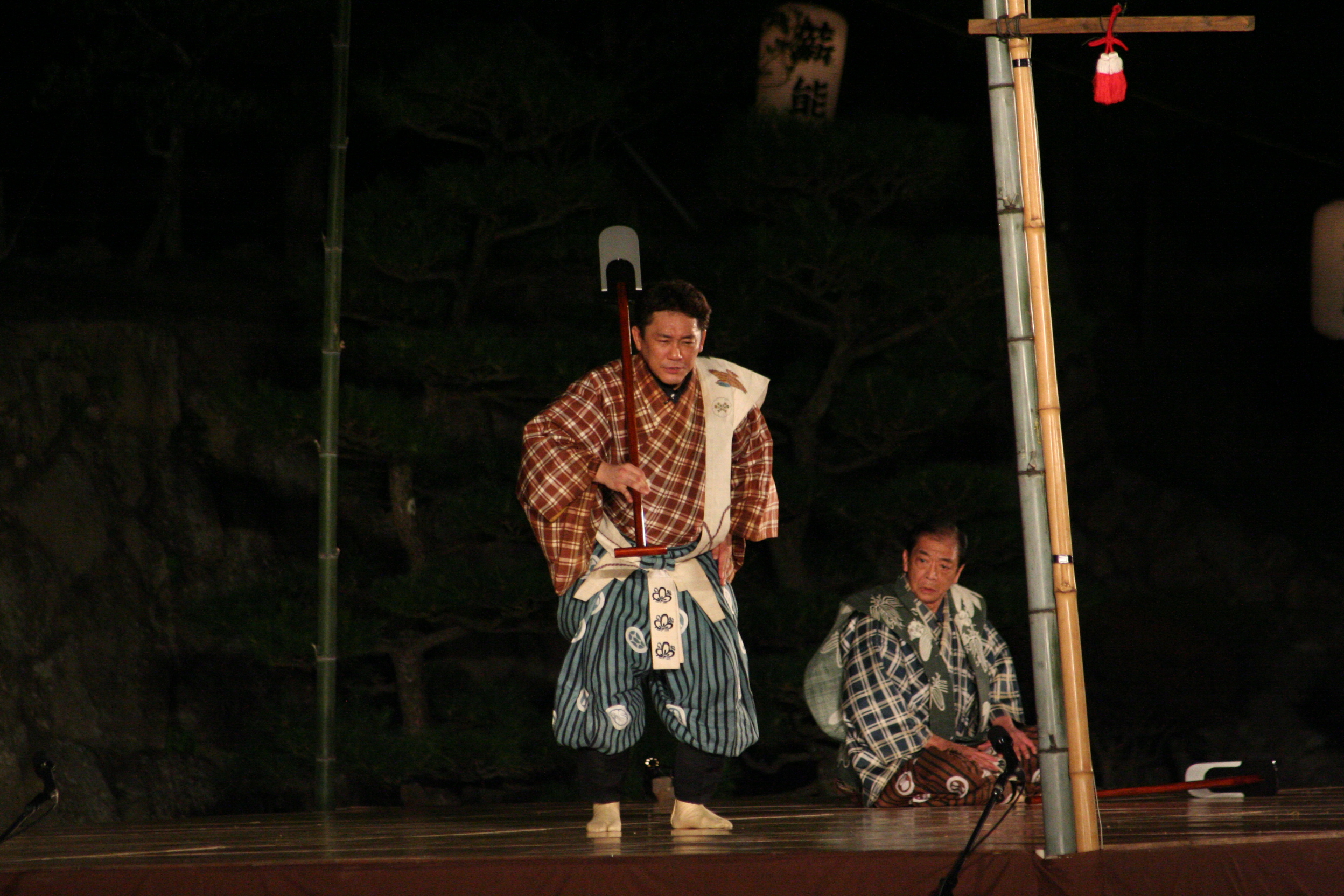
狂言「水掛聟(みずかけむこ)」

狂言（きょうげん）は、猿楽から発展した日本の伝統芸能で、猿楽の滑稽味を洗練させた笑劇。明治時代以降は、能および式三番とあわせて能楽と総称する。

## 概要
2人以上の人物による、対話と所作を用いた演劇である。
狂言と同様に猿楽から発展した能が、舞踊的要素が強く、抽象的・象徴的表現が目立ち、悲劇的な内容の音楽劇であるのに対し、狂言は、物まね・道化的な要素を持ち、失敗談を中心としたシナリオおよび、様式をふまえた写実的、ときには戯画的な人物表現を通じて、普遍的な人間性の本質や弱さをえぐり出すことで笑いをもたらす。
その笑いの質は、曲目（演目）によって、風刺性を帯びる場合もあれば、ほがらかな言葉と動きによって観客の幸運を祈る祝祭的な性質を持つ場合もある。

### 語源・語用
「狂言」は、道理に合わない物言いや飾り立てた言葉を意味する仏教用語の「狂言綺語」（きょうげんきご）に由来する語である。この語は主に小説や詩などを批評する際に用いられた（例：願以今生世俗文字業狂言綺語之誤 翻為当来世々讃仏乗之因転法輪之縁 - 白楽天）。さらに一般名詞として、滑稽な振る舞いや、冗談や嘘、人をだます意図を持って仕組まれた行いなどを指して「狂言」と言うようになり（後述）、さらに南北朝時代には、「狂言」は猿楽の滑稽な物まね芸を指す言葉として転用され、定着する。
江戸時代中期になると、「狂言」の語は、演劇（歌舞伎や文楽）をはじめとする芸能全般の別称としても広く用いられるようになり、やがて歌舞伎の公的な名称として「狂言」あるいは「狂言芝居」が用いられた。このためにこの項における狂言と区別がつきにくくなり、歌舞伎を「歌舞伎狂言」、この項における狂言を「能狂言」と呼称・表記する場合があった。現代でも、歌舞伎などでは、演目や上演の形式に関する用語に「狂言」の語を用いる（例：通し狂言）。

## 狂言の歴史
申楽（猿楽）ないし猿楽態（さるごうわざ）と総称された即興性と滑稽味を持った劇芸能から、能と狂言がそれぞれ分立していった経緯や、その能と密接に提携する形式（間狂言、別狂言）のルーツなどは明らかでないが、室町時代の初期から末期にかけて、現代に伝わる形式や関係性が定着・整備されていったものと考えられている。安土桃山時代には、100の曲目（演目）を収録した膨大な台本集『天正狂言本』が残され、現代で演じられるものとほぼ同内容となっている。
能同様、江戸幕府指定の「式楽」として儀式的な体制下に置かれる反面、演技の聞き書きを元にしたとみられる「狂言記」が一般向けの読み物として出版されて人気を呼び、幕末まで版を重ねた。また、後述の3流派が成立し、それぞれによる台本の確定と伝承がなされた。

## 舞台

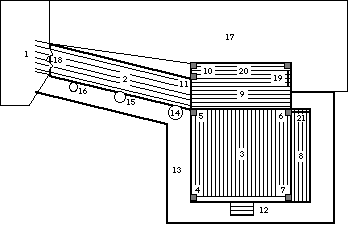
A.能舞台平面図

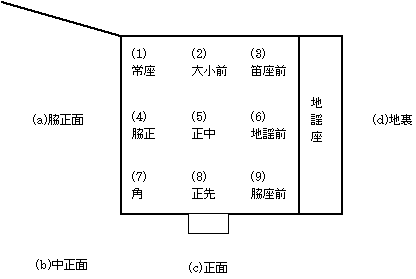
B.舞台上の位置および見所の名前

能舞台が用いられる。登場人物は、原則として下手の「鏡の間（画像A-1）」から現れて以降は、終劇まで鏡の間へ入ることはない。その場面上にいないことを表現する際は、「後見座（画像A-10）」「狂言座（画像A-11）」「笛座前（画像B-3）」のいずれかで、演者は静かに座り込む。逆に、その場に登場している態の演者は、「常座（画像B-1）」「脇座前（画像B-9）」「角（画像B-7）」を結ぶ三角形の中のみで演技を行う。

## 登場人物（役柄）
狂言で主役を務める者は、能と同様にシテ（仕手）というが、その相手役を務める者は能のワキ（脇）とは異なり、アド（挨答）という。大藏流（※流派のひとつ。流派については後述）ではアドが集団で登場する立衆物（たちしゅうもの）などの場合、統率する一番目のアド（立頭）をオモと呼ぶ。また、和泉流（※流派のひとつ）では、アドに準ずる役柄を小アドなどと称する。実際の台本では後述の役名で表記されることの方が多い。
役名は役割を示す一般名詞であることが多く、固有の役名は少ない。「大名（名主の意）」「果報者（成功者の意）」「太郎冠者・次郎冠者・三郎冠者」「出家（僧侶の意）」「山伏」「素破（すっぱ、詐欺師の意）」「鬼」「聟（むこ、大名などの娘婿）」「商人」など、十数種類に限られる。また、どの役柄がシテとなるかが、そのまま後述の演目分類になっている。

### 出立（装束）
演者は男役の場合は裃を着用し、役柄によって袴の長さや冠・脚絆の有無を変える。女役の場合は頭に長い白い布を巻いて小袖をまとった「女出立（おんないでたち）」と呼ばれる扮装を着用する。基本的には素顔で演じられ、表情の演技も行うが、演目によっては狂言面を用いる場合もある。

## 狂言の種類（分類）

### 狂言方の役割
- 本狂言（ほんきょうげん）
通常、狂言という場合はこれをさす。一曲として独立して演じられるもの。
- 間狂言（あいきょうげん）
単に「アイ」とも。能の一場面（前シテと後シテの前後間をつなぐ場面など）に出演する狂言方の役および演技の呼称。歌舞伎など他の演芸作品の間（アイ）で演じる場合にこの語を用いることもある。
- 別狂言（べつきょうげん）
式三番における狂言方の役および演技の呼称。具体的には「翁」における三番叟（大藏流では「三番三」と書く）と、その特別演出である風流（ふりゅう）をいう。

### 本狂言の種類
狂言の演目は「曲目」と称する場合がある。『大藏流狂言名寄』では、シテの主役別に曲目を以下のように分類している。なお、時代や流派によって分類は変化する。
- 脇狂言（わききょうげん）
祝言本位の曲。正月などに演じられる。「末広がり」「三本の柱」「福の神」「大黒連歌」「筑紫奥」「三人夫」「松楪」「佐渡狐」「鍋八撥」「隠笠（※和泉流では宝の笠）」「宝の槌」など。
- 大名狂言（だいみょうきょうげん）
主従もののうち、大名がシテを務めるもの。「粟田口」「入間川」「鼻取相撲」「蚊相撲」「靱猿[注 1]」「墨塗」「鬼瓦」「萩大名」「二人大名」「文蔵」「富士松」「武悪」「寝音曲」「栗焼」「今参り」など。
- 小名狂言（しょうみょうきょうげん）
大名などに仕える「太郎冠者」がシテを務めるもの。「止動方角」「鐘の音」「空腕」「縄綯」「千鳥」「太刀奪」「素袍落」「木六駄」「棒縛」「附子」「文荷」「呼声」など。
- 聟・女狂言（むこ・おんなきょうげん）
聟がシテを務めるものおよび、女性が登場するもの。「八幡前」「鶏聟（雞聟）」「船渡聟」「二人袴」「吹取」「釣針」「水掛聟」「右近左近（※和泉流では内沙汰）」「鎌腹」「箕被」「貰聟」「伯母ヶ酒」「千切木」「比丘貞」「花子」など。
- 鬼・山伏狂言（おに・やまぶしきょうげん）
閻魔王や鬼の類がシテを務めるもの（人が鬼に化ける話もこれに含まれる）および、山伏がシテを務めるもの。舞狂言（仕舞狂言、能がかり狂言）もここに含まれる。「朝比奈」「節分」「首引」「清水」「神鳴」「禰宜山伏」「蟹山伏」「柿山伏」「梟（※和泉流では梟山伏）」「菌（※和泉流では茸）」「蝸牛」「枕物狂」「髭櫓」「通圓」「八尾」など。
- 出家・座頭狂言（しゅっけ・ざとうきょうげん）
出家（僧侶）、新発意（しんぼち 出家したばかりの若い僧侶）、座頭がシテを務めるもの。「宗論」「布施無経」「悪太郎」「魚説教（※和泉流では魚説法）」「御茶の水」「六地蔵」「丼礑」「月見座頭」「川上」「薩摩守」「猿座頭」「伯養」「呂連」など。
- 集狂言（あつめきょうげん）
上記の分類に収まらないもの。「瓜盗人」「連歌盗人」「金藤左衛門」「茶壺」「磁石」「膏薬練」「酢薑」「鳴子遣子」「芥川」「八句連歌」「横座」「合柿」「居杭（※和泉流では井杭で、小名狂言に分類）」「釣狐」「木賊」など。

その他に近代以降に新たに作られた新作狂言（しんさくきょうげん）と呼ばれる曲目があり、完全新作のものと落語や詩などからアイデアを得たとされるものがある。
「風無し凧」（巖谷小波、1923年）「濯ぎ川」（飯沢匡、1952年）「彦一ばなし」（木下順二、1955年）「狐と宇宙人」（小松左京、1979年）「死神」（帆足正規、1981年）「梅の木」（高橋睦郎、1995年）「鏡冠者」（いとうせいこう、2000年）など。

## 流派
江戸時代に家元制度を取っていた流派には、大藏流（おおくらりゅう 新字体で大蔵流とも表記）・和泉流（いずみりゅう）・鷺流（さぎりゅう）の3派があったが、このうち現在能楽協会に所属する流派として存続しているのは大蔵流と和泉流である。
鷺流は今日山口県・新潟県佐渡島・佐賀県に残存しているが、能楽協会への入会資格を認められていない。
その他に、室町時代後期から江戸時代初期にかけては南都禰宜流（なんとねぎ りゅう）という神人を中心とした流派があったことが知られている。神人とは神社に属して芸能その他卑賤の仕事に従事した者の称で、かつて猿楽が有力寺社に属していた名残とも言える存在である。室町時代には盛んに活動していたことが諸記録によって知られるが、江戸時代に入ると急速に衰え、江戸初期には既存の流派（大蔵流など）に吸収されて消滅したと言われている。
その他にも無名の群小諸派が存在したようで、流派としては既に滅んでしまったが、一部の台本は『狂言記』『続狂言記』『狂言記拾遺』『狂言記外編』という一般読者向けの読み物となって江戸時代に出版され世に残った。

### 大藏流
流祖玄恵法印（1269ｰ1350）。二世日吉彌兵衛から二十五世大藏彌右衛門虎久まで700年余続く、能楽狂言最古の流派。
猿楽の本流たる大和猿楽系の狂言を伝える唯一の流派で、代々金春座で狂言を務めた大藏彌右衛門家が室町後期に創流した。
現在大藏流には、東京を本拠とする宗家大藏彌右衛門家・山本東次郎家、京都を本拠とする茂山千五郎家・茂山忠三郎家。大阪・神戸を本拠とする善竹彌五郎家など、五家がある。
二世善竹彌五郎を本家当主とし、関西を中心に活動している善竹家の中で、唯一関東を拠点とする分家当主・善竹大二郎は、初世彌五郎の五男・圭五郎の孫にあたる。
台本は、宗家の台本のほか、京都を本拠としてきた茂山千五郞家のものと、江戸の大藏宗家の芸系を受け継ぐ山本東次郞家のものとに大別される。
京都と関東では芸風も対照的で、京都・千五郞家の庶民的な親しみやすい芸風と、関東山本家の武家式楽の伝統を今に残す、古風で剛直な芸風がある。
過去に大藏流から人間国宝に認定されたのは初世善竹彌五郎・三世茂山千作・四世茂山千作・四世山本東次郞・二世茂山七五三の5名。
なお、四世茂山千作は2000年に文化功労者、2007年には狂言界で初の文化勲章を受章している。また、茂山千五郎家は三世茂山千作（本名・真一）、四世千作（本名・七五三）、二世七五三（本名・眞吾）と親子3代に渡って人間国宝に認定されている。

### 和泉流
和泉流は、江戸時代初頭に京都の素人出身の職業狂言師である手猿楽師（てさるがくし）として禁裏御用を務めつつ、尾張藩主徳川義直に召し抱えられていた七世山脇和泉守元宜が、同輩の三宅藤九郞家、野村又三郞家を傘下に収めて創流した流派である。
宗家は山脇和泉家で、一応の家元制度を取ってはいたが、三派合同で流儀を形成したという過去の経緯もあり、近世を通じて家元の力は弱かった。特に三宅藤九郞家と野村又三郞家には和泉流における狂言台本である六義（りくぎ）を独自に持つことができる特権があり、そうした面からも一定の独自性が保たれてきた。
現在和泉流は3派に大別され、台本もそれぞれ異なる。
- 名古屋を本拠とする野村又三郞家（いわゆる野村派）と狂言共同社（いわゆる名古屋派）。

- 東京を本拠とする野村万蔵家（萬狂言・万作の会）
- 三宅右近家（いわゆる三宅派）

過去に和泉流から人間国宝に認定されたのは六世野村万藏、九世三宅藤九郞、七世野村万藏（隠居名：野村萬）、二世野村万作の4名。
なお、野村萬は2008年に文化功労者に選ばれ、2019年には狂言方では2人目となる文化勲章を受章者となる。そして、2023年には日本芸術院院長に就任している。

### 鷺流
鷺流は徳川家康のお抱え狂言師となった鷺仁右衞門宗玄（1560–1650年）が一代で築き上げた流派である。宗玄は、もとは山城国猿楽系の長命座に属していたが、長命座が金剛座に吸収されてからは宝生座に移り、慶長19年（1614年）に家康の命令で観世座の座付となったのを機に一流をなした。家康に寵愛され、大蔵流を差し置いて幕府狂言方筆頭となって以降は、江戸時代を通じて狂言界に重きをなした。芸風は良く言えば当世風で写実的、悪く言えば派手で泥臭く卑俗なものだったらしい。宗家は鷺仁右衞門（さぎ にえもん）家、分家に鷺傳右衞門（さぎ でんえもん）家、門弟家に名女川六左衞門（なめかわ ろくざえもん）家などがあったが、宗家をはじめとしてほとんどの職分が観世座に属していた。
この観世座という巨大な座に頼り切った脆弱な構造が災いし、明治維新を迎えるや鷺流は混乱の極みに達した。時の家元だった十九世鷺権之丞は変人と評されるほどの人物で、とても流派を統率する力はなく、困窮した職分は大挙して吾妻能狂言に参加した。これは能楽と歌舞伎を折衷した演劇で、成功せずに明治14年（1881年）頃までには消滅してしまった。そして明治28年（1895年）に十九世鷺権之丞が死去すると宗家は断絶。「松羽目物」と言われる能楽写しの舞踊劇の演出に多大な影響を与えた。その意味では、鷺流は今日の歌舞伎によって継承されているということができる。なお鷺流の狂言自体は山口県山口市で傳右衞門派が同県の指定無形文化財に、新潟県佐渡市で仁右衞門派が同県の指定文化財に、そして佐賀県神埼市千代田町高志地区で高志狂言が同県の指定無形民俗文化財として残っており、時折国立能楽堂などで上演されたこともある。

## 比喩としての狂言
上述の「冗談や嘘、人をだます意図を持って仕組まれた行い」としての意味の「狂言」は現代でも比喩的に用いられる（狂言誘拐、狂言強盗など）。